# Matogrosso & Mathias
Matogrosso & Mathias é uma dupla sertaneja do Brasil originária de 1966. A dupla iniciou sua trajetória originalmente com João Batista Bernardo, o Matogrosso (Vista Alegre do Alto, 25 de novembro de 1949; o apelido se deve porque viveu em Cáceres, Mato Grosso) e Anísio Roberto de Carvalho, o Mathias (Uberlândia ou Carmo do Paranaíba, 14 de fevereiro de 1945). Com o tempo Isaac Júnior, sobrinho de Matogrosso, compôs a dupla no lugar de Anísio como Mathias e a partir de 2009 quem entrou no lugar de Isaac foi o cantor Rafael Belchior (nascido em São José do Rio Preto), à época com 19 anos, afilhado de Anísio.
Matogrosso & Mathias tem a alcunha de “a mais romântica do Brasil”. A dupla é reconhecida por difundir a música sertaneja em uma época que os “caipiras” ainda estavam à margem da imprensa no Brasil, abrindo caminho para vários artistas do mesmo gênero de muito sucesso hoje. Entre os hits de sua extensa carreira, destacam-se Pele de Maçã, Tentei te Esquecer, Idas e Voltas, Memórias, 24 Horas de Amor, Frente a Frente, Sábado, De Igual pra Igual e Pedaço de Minha Vida, que deu à dupla, ainda em 1976, seu primeiro disco de ouro.
A dupla gravou ao longo da carreira 17 discos pela gravadora Continental.

## Biografia

### Anos 70 e 80: o início
- Dirigindo-se a São Paulo para trabalhar e gostando muito de música, começaram a frequentar locais onde se reuniam pessoas para cantar e tocar. A dupla se conheceu no Largo do Paissandu, no centro de São Paulo, no início dos anos 1970, e começaram a ensaiar músicas da dupla Belmonte e Amaraí. Passaram a se apresentar em churrascarias e casas noturnas.

- No ano de 1976, gravaram seu primeiro disco pela gravadora Continental/Chantecler intitulado Popularidade, no qual destacava-se a composição "O Matuto". Na mesma década conseguiram seu primeiro disco de ouro.

- Em 1978 lançam dois discos de nome Pedaço de Minha Vida e Volume 3. No ano seguinte lançam mais um.

- Em 1985 lançaram o LP "Mulher", sendo a composição "De Igual Pra Igual", de Roberta Miranda e Matogrosso, uma das primeiras músicas do repertório sertanejo a conseguir espaço em rádios FM (juntamente com a música Fio de Cabelo, composta por Marciano e Darci Rossi mas que fez sucesso pela dupla Chitãozinho e Xororó) inicialmente no Nordeste do Brasil, espalhando-se posteriormente para a região sudeste. Em seus discos foram gradualmente deixando de lado o sertanejo mais tradicional, de raiz, com viola e sanfona, pelo gênero mais romântico, com acompanhamento de guitarra e bateria. Seus maiores sucessos foram, entre outros, "Pedaço de Minha Vida", "Na Hora do Adeus", "24 Horas de Amor", "Sábado", "Idas e Voltas" e "Frente a Frente".

- Em 1986 fizeram sucesso com a música "Eu te preciso", de Mário Maranhão, Tivas e Matogrosso, e "Objeto de Prazer", de Fátima Leão e Matogrosso.

### Anos 90: recomeço
- Em 1990 fizeram sucesso com a música "Ponto de Chegada", de Joel Marques e Maracaí, e "Na Hora do Adeus", de Chico Roque e Carlos Colla. Até essa ocasião, haviam gravado 13 LPs pela Continental com 2 milhões de discos vendidos.

- Em 1991, após emplacarem a música "Sorte Tem Quem Acredita Nela" na trilha sonora da novela Ana Raio e Zé Trovão. Nessa época a dupla separou-se com Mathias cantando durante um ano com Milionário, da dupla Milionário e José Rico, com quem gravou um CD em 1992. Matogrosso por sua vez, seguiu carreira solo e gravou dois discos pela EMI, em 1992 e 1993.

- Voltam a se reunir novamente em 1994, quando gravaram novo LP, com composições de Elias Muniz, Zezé Di Camargo, Mário Maranhão, Tivas, Carlos Randall, Carreirito, Joel Marques e Cesar Augusto. Fizeram também, uma homenagem ao violeiro Tião Carreiro, com a música "Cabelo Loiro", de sua autoria.

- Em 1996, tornaram a separar-se, com Mathias afastando-se da vida artística, indo morar em Bauru, no interior de São Paulo. Matogrosso por sua vez, novamente seguiu carreira solo e gravou o terceiro disco pela EMI, em 1997. O retorno da dupla ocorreu em 1998, sem que os dois planejassem tal volta. O prefeito da cidade mineira de Rio Novo queria um show da dupla de qualquer maneira e eles não se opuseram à ideia. Os anúncios e faixas da apresentação atraíram a atenção da Prefeitura de Andrelândia, na mesma região. Como era época de campanha política, foram contratados por um candidato para realizar 30 apresentações.

- Em 1999, gravaram novo CD, com repertório variado, incluindo dois pagodes sertanejos, ao estilo de Tião Carreiro, composições de Elias Muniz e de Fernando Mendes, além de um pagode-romântico, intitulado "Te quero mais". Destaque também para a canção "Pele de Maçã", de Cecílio Nena e Lalo Prado.

### Isaac Jr. e Rafael Belchior, os novos "Mathias"
- Em 2000, gravaram seu primeiro CD ao vivo onde obtém boas vendagens.

- Em 2001, lançam o CD em comemoração aos 25 anos de carreira da dupla com os maiores sucessos, a maioria do inicio da carreira, somente em voz e violão.

- Em 2003, fizeram sucesso com a música "Tentei Te Esquecer", que fez parte da trilha sonora da novela "Celebridade", da TV Globo.

- Em 2004, entre outros eventos, a dupla esteve no programa "Viola, Minha Viola" apresentado por Inezita Barroso na TV Cultura de São Paulo; na 14ª Julifest, na cidade de Itabirito, MG; na 18ª Feste de peão boiadeiro de Americana, SP e, na festa de natal na cidade de Campo Bom, no RS. Também em 2004, gravam o 20° disco da carreira, juntamente com o Primeiro DVD, contendo Grandes Sucessos que marcaram sua trajetória. Gravado na casa noturna Vila Country em São Paulo, e trazendo convidados muito especiais, como: Joaquim e Manuel, Edson e Hudson, Cezar e Paulinho, Luiz Cláudio e Giuliano, Bento e Mamão e Isaac.

- Em 2006 a dupla comemorou 30 anos de carreira e iniciou uma nova fase. Entra em cena um novo Mathias, o cantor Isaac Jr, que substitui ao Mathias original, que atualmente compõe a dupla Matão & Mathias. A dupla lançou seu primeiro disco pela EMI, Um Século Sem Ti, produzido pelo maestro A. Zaccarias e por Matogrosso. No álbum, quatorze grandes canções, sendo treze inéditas. A única releitura é “Aos trancos e barrancos”, de Edinho da Mata e Matogrosso, gravada originalmente por João Paulo & Daniel no início de carreira.

- Em 2007 a dupla gravou um DVD em Itumbiara, que não chegou a ser lançado e traria participações de artistas como César Menotti & Fabiano, Trio Alto Astral, Durval & Davi, Nalva Aguiar, Victor & Matheus, João Carreiro & Capataz e outros.

- Em 2009 a dupla passou por uma nova mudança onde Rafael Belchior substitui Isaac Jr. como Mathias. Isaac Jr. atualmente segue carreira solo com o nome de Mathias Maranhão.

- Em 2011 lançam o CD Duas Gerações com a participação de Eduardo Costa.

- Em 21 de maio de 2013 gravaram em Vista Alegre do Alto - SP seu novo DVD que contou com participações importantes como João Carreiro & Capataz, Agnaldo Timóteo, Péricles, Maria Cecília & Rodolfo, e Léu ex Liu & Léu. O repertório contou com regravações como "Retrato de Mãe", "Pele de Maçã", "Tentei te Esquecer", "24 horas de amor", "Idas e Voltas", "Cabelo Loiro" e "De Igual pra Igual" e músicas inéditas como "Perdeu", "Os Brutos também Amam", "Seu jeito" e "Simples Assim.

- Em 2015 Afim de celebrar as quatro décadas do lançamento do seu primeiro disco, a dupla gravou o "DVD 40 anos ao vivo em Brasília", no Distrito Federal no dia 11 de novembro. O DVD Contou com a participação de nomes como Bruno e Marrone, Gusttavo Lima, João Carreiro e Zé Henrique e Gabriel.

## Discografia

### Primeira Formação
- 1976 O Matuto
- 1978 Pedaço De Minha Vida
- 1978 Sem Lua E Sem Mel
- 1979 Volume 4
- 1980 Volume 5
- 1981 O Homem Da Sua Vida
- 1982 Santa Maria Do Brasil
- 1984 24 Horas De Amor
- 1985 Mulher
- 1986 Canto De Paz
- 1987 Magia
- 1988 Volume 12
- 1990 Ponto De Chegada
- 1991 Volume 14
- 1994 Dona Do Meu Sentimento
- 1999 Pele De Maçã
- 2000 Ao Vivo
- 2001 25 Anos - Acústico
- 2003 Mistério
- 2004 Ao Vivo Convida

### Segunda Formação
- 2006 Um Século Sem Ti

### Terceira Formação
- 2011 Duas Gerações
- 2013 Matogrosso & Mathias - Ao Vivo
- 2014 Duas Gerações - Ao Vivo
- 2016 40 Anos - Ao Vivo
- 2019 Conversando com o Abajur - EP